# Christiaan Karel Hoffmann
Christiaan Karel Hoffmann (Heemstede, 16 juli 1844 - Leiden, 27 juli 1903) was een Nederlands patholoog, zoöloog en fysioloog. Hij was als hoogleraar verbonden aan de Universiteit Leiden.

## Biografie
Christiaan Karel Hoffmann studeerde geneeskunde en zoölogie in zowel Amsterdam, Utrecht en Göttingen. Hij promoveerde te Utrecht in 1866 in de geneeskunde op het proefschrift Onderzoekingen over den anatomischen bouw van de membrana olfactoria en het peripherische uiteinde van den nervus olfactorius. Vervolgens promoveerde hij in 1871 nog eens aan de Universiteit van Göttingen op het proefschrift Zur Anatomie der Echinen und der Spatangen. Vervolgens ging hij aan de slag bij de inrichting Meerenberg (nabij Haarlem). Ook werkte hij als prosector in Leiden en Amsterdam. In 1872 maakte hij de overstap naar het Natuurhistorisch Museum in Leiden (nu Naturalis Biodiversity Center) waar hij aangesteld werd als conservator voor de collectie van ongewervelden. Hij vervulde deze functie ongeveer twee jaar waarna Johannes Govertus de Man hem opvolgde.
Van 1873 tot en met 1875 was hij redacteur voor het Nederlands Tijdschrift voor Geneeskunde. In 1874 volgde zijn benoeming tot hoogleraar in de dierkunde, vergelijkende ontleedkunde, fysiologie en embryologie aan de Universiteit Leiden en volgde hiermee Emil Selenka op. Hij aanvaardde dit ambt het jaar erna met een rede over arbeidsverdeling in de natuur. In 1874 werd hij lid van de Koninklijke Nederlandse Akademie van Wetenschappen. Gedurende het collegejaar 1890-1891 vervulde hij de functie van rector magnificus.
Hij overleed op 27 juli 1903 in Leiden. Hij was Ridder in de Orde van de Nederlandse Leeuw.

## Publicaties (selectie)
- Onderzoekingen over den anatomischen bouw van de membrana olfactoria en het peripherische uiteinde van den nervus olfactorius, 1866
- Die Osteologie und Myologie von Sciurus vulgaris L. verglichen mit der Anatomie der Lemuriden und des Chiromys, und ueber die Stellung des letzteren im natürlichen Systeme, 1870
- Zur Anatomie der Echinen und Spatangen, 1871
- Beiträge zur vergleichenden Anatomie der Wirbeltiere, 1872
- H. G. Bronns Klassen und Ordnungen des Tierreichs: Bd. 6. Wirbeltiere. Amphibien, 1873
- Bijdrage tot de Kennis der Morphologie van den Schouder: gordel in het borstbeen bij Reptilien, Vogels, zoogdieren en den mensch, 1879
- Untersuchungen über den Bau und die Entwicklungeschichte der Hirudineen, 1880
- Zur Ontogenie der Knochenfische, 1881
- Die Bildung des Mesoderms, die Anlage der Chorda Dorsalis, und die Entwickelung des Canalis Neurentericus bei Vogelembryonen, 1883
- Schlangen und Entwicklungsgeschichte der Reptilien, 1890
- Eidechsen und Wasserechsen, 1890
- Zur Entwicklungsgeschichte des Sympathicus: Die Entwicklungsgeschichte des Sympathicus bei den Selachiern (Acanthiasvulgaris), 1900